# BSTQB
O BSTQB (Brazilian Software Testing Qualifications Board) é uma organização sem fins lucrativos que representa o ISTQB no Brasil.
Como Conselho Membro do ISTQB, o BSTQB contribui ativamente para o desenvolvimento e a atualização de novas certificações. Além disso, é responsável pela tradução oficial dos syllabi das certificações em Teste de Software do ISTQB e do Glossário de Termos de Teste do ISTQB para a Língua Portuguesa, disponibilizando esse material gratuitamente em seu site.
O BSTQB também realiza exames presenciais para profissionais que buscam uma certificação internacional, tendo certificado mais de 16.000 pessoas no Brasil e no exterior. Atualmente, é a maior certificadora em Teste de Software do país. 
As seguintes certificações estão disponíveis no BSTQB:
Core
- CTFL - Certified Tester Foundation Level
- CTAL-TA - Certified Tester Advanced Level - Test Analyst
- CTAL-TM - Certified Tester Advanced Level - Test Manager
- CTAL-TTA - Certified Tester Advanced Level - Technical Test Analyst
- CTAL-TAE - Certified Tester Advanced Level - Test Automation Engineer

Especializações
- CTFL-AT - Certified Tester Foundation Level - Agile Tester
- CTAL-ATT - Certified Tester Advanced Level - Agile Technical Tester

- CT-AcT - Certified Tester - Acceptance Testing
- CT-AI - Certified Tester - AI Testing
- CT-ATLaS - Certified Tester - Agile Test Leadership at Scale
- CT-GaMe - Certified Tester - Game Testing
- CT-MAT - Certified Tester - Mobile Application Testing
- CT-MBT - Certified Tester - Model-Based Tester
- CT-PT - Certified Tester - Performance Testing
- CT-SEC - Certified Tester - Security Tester
- CT-STE - Certified Tester - Security Test Engineer
- CT-TAE - Certified Tester - Test Automation Engineer
- CT-TAS - Certified Tester - Test Automation Strategy
- CT-UT - Certified Tester - Usability Testing

Além das certificações em Teste de Software do ISTQB, o BSTQB também disponibiliza os exames em Engenharia de Requisitos do IREB (International Requirements Engineering Board) pela ABRAMTI, que é uma Licesed Examinations Institute do IREB
- CPRE-FL - Certified Professional for Requirements Engineering, Foundation Level
- RE@Agile Primer
- RE@Agile Advanced Level
- CPRE-AL Requirements Elicitation
- CPRE-AL Requirements Management
- CPRE-AL Requirements Modeling

Para atender a demanda no Brasil, o BSTQB possui três modalidades de exames:
1. Exame Nacional: Em dez datas ao ano, aberto ao público, os exames dessa modalidade ocorrem presencialmente em mais de 60 cidades no país. Um Calendário de Exames do ano fica disponível ao candidato no início do mês de dezembro do ano anterior nos sites do BSTQB.
2. Exame Empresarial: As Empresas podem solicitar exames de certificação em suas próprias instalações para turmas fechadas de funcionários e prestadores de serviço.
3. Exame Acadêmico: Uma Instituição Acadêmica parceira da ABRAMTI pode solicitar exames exclusivos para seus alunos em suas próprias instalações.

Em parceria com o iSQI, exames online estão disponíveis neste provedor de exames, com provas na língua portuguesa construídas pela equipe de especialistas do BSTQB, e certificados pelo ISTQB.